# Paullinia kallunkii
Paullinia kallunkii är en kinesträdsväxtart som beskrevs av T.B. Croat. Paullinia kallunkii ingår i släktet Paullinia och familjen kinesträdsväxter. Inga underarter finns listade i Catalogue of Life.